# Ритчи, Энди (английский футболист)
Э́ндрю Ти́моти Ри́тчи (англ. Andrew Timothy Ritchie; родился 28 ноября 1960, Манчестер) — английский футболист и футбольный тренер.

## Карьера игрока
Уроженец Манчестера, Энди Ритчи играл за школьную сборную Англии по футболу (в одном матче забив три гола в ворота школьной сборной Германии) и молодёжную академию «Манчестер Юнайтед», подписав свой первый любительский контракт в октябре 1975 года. В сентябре 1977 года подписал свой первый профессиональный контракт, а 26 декабря 1977 года дебютировал в основном составе «Манчестер Юнайтед» в матче против «Эвертона». Всего в сезоне 1977/78 провёл 4 матча.
9 декабря 1978 года впервые с января вернулся в основной состав (из-за травмы Джо Джордана), сделав «дубль» в ворота «Дерби Каунти», а 24 марта 1979 года оформил «хет-трик» в ворота «Лидс Юнайтед». В целом в сезоне 1978/79 забил 10 мячей в 17 матчах чемпионата. В сезоне 1979/80 перестал попадать в основной состав «Юнайтед», сыграв только 8 матчей в чемпионате, и забил только в одном матче — против «Тоттенхэм Хотспур» 12 апреля 1980 года, причём сделал в той игре «хет-трик». В общей сложности провёл за «Юнайтед» 42 матча и забил 13 мячей.
После перехода в «Юнайтед» Гарри Бертлса в октябре 1980 года Энди Ритчи был продан в «Брайтон энд Хоув Альбион» за 500 000 фунтов. Дебютировал за «Альбион» 22 октября 1980 года в матче против бирмингемского клуба «Астон Вилла». Выступал за клуб на протяжении трёх сезонов, сыграв 102 матча и забив 26 мячей (из них 89 матчей и 23 мяча в чемпионате).
В марте 1983 года перешёл из «Брайтона» в «Лидс Юнайтед», а в обратном направлении отправился Терри Коннор. В 1984 году Ритчи сделал два «хет-трика» в ворота «Олдем Атлетик» и «Уимблдона», 29 сентября и 1 декабря соответственно. В сезоне 1986/87 помог «Лидсу» дойти до полуфинала Кубка Англии. Начинал играть в команде в роли нападающего, но в 1985 году, после перехода в «Лидс» Иана Бэрда и нового главного тренера Билли Бремнера, Ритчи начал играть в полузащите, в основном на позиции правого вингера. К 1987 году, после долгих безуспешных переговоров о продлении контракта, Ритчи покинул «Лидс», после чего был продан в «Олдем Атлетик» за 50 000 фунтов. В общей сложности провёл за «Лидс Юнайтед» 159 матчей и забил 44 мяча.
В 1987 году стал игроком клуба «Олдем Атлетик», где провёл последующие восемь лет. В 1990 году помог команде дойти до финала Кубка Футбольной лиги, в котором «латикс» с минимальным счётом проиграли «Ноттингему». В том же году «Олдем» дошёл до полуфинала Кубка Англии, в котором уступил «Манчестер Юнайтед» в переигровке (Ритчи забил своему бывшему клубу, но «Юнайтед» вырвал победу в дополнительное время). В следующем году «Олдем Атлетик» выиграл чемпионский титул Второго дивизиона, обеспечив себе выход в высший дивизион, где команда провела последовавшие три сезона (а в 1992 году стала одной из команд-основательниц Премьер-лиги). В 1994 году «Олдем» во второй раз за четыре года вышел в полуфинал Кубка Англии, где вновь встретился с «Манчестер Юнайтед», и вновь проиграл в переигровке.
В 1995 году покинул «Олдем», став игроком клуба «Скарборо». Провёл в клубе два сезона, сыграв 76 матчей и забив 20 мячей. В 1997 году вернулся в «Олдем Атлетик», где провёл ещё два сезона в качестве игрока. В общей сложности провёл за «Олдем» 282 матча и забил 107 мячей.
В сезоне 1998/99 в последний раз вышел на поле в качестве игрока, уже будучи играющим тренером «Олдем Атлетик».
Болельщики «Олдема» посвятили ему песню Andy Ritchie's Magic.

## Тренерская карьера
После увольнения Грэма Шарпа Энди Ритчи вернулся в «Олдем Атлетик» в марте 1997 года, сначала став ассистентом Нила Уорнока, а после его ухода из клуба в 1998 году — главным тренером (по факту в сезоне 1998/99 он был играющим тренером). Провёл в клубе три полных сезона, но после неудачного начала сезона 2001/02 был уволен с поста главного тренера «Олдема» 31 октября 2001 года.
В дальнейшем работал главным тренером молодёжной академии сначала в «Лидс Юнайтед», а затем в «Барнсли». В 2004 году стал ассистентом главного тренера «Барнсли» Пола Харта. После увольнения Харта в марте 2005 года Ритчи стал исполняющим обязанности главного тренера, а в мае — главным тренером клуба. В 2005 году «Барнсли» под его руководством стал победителем плей-офф Футбольной лиги 1, обыграв в финале «Суонси Сити» по пенальти. После этого «Барнсли» вышел в Чемпионшип.
В октябре 2006 года после увольнения Пола Старрока «Шеффилд Уэнсдей» контактировал с Ритчи по поводу вакансии главного тренера. Но «Барнсли», с которым у Ритчи был действующий контракт, отказался рассматривать запрос «Уэнсдей». Однако уже через месяц, 21 ноября 2006 года, «Барнсли» уволил Ритчи. К тому моменту «Барнсли» находился в зоне выбывания из Чемпионшипа.
11 апреля 2007 года был назначен главным тренером клуба «Хаддерсфилд Таун». Год спустя, 1 апреля 2008 года, покинул клуб «по соглашению сторон» вскоре после поражения от своего бывшего клуба «Олдем Атлетик» со счётом 4:1. В сезоне 2007/08 одержал с клубом 22 победы, потерпел 24 поражения и 5 раз сыграл вничью. Тот сезон запомнился тем, что «Хаддерсфилд» дошёл в Кубке Англии до 5 раунда (обыграв «Бирмингем Сити» и выбыв из розыгрыша только после поражения от клуба Премьер-лиги «Челси»), что стало лучшим результатом команды за 10 лет.

## После завершения тренерской карьеры
В дальнейшем работал в качестве приглашённого эксперта, ведущего и комментатора на радиостанции BBC Radio Leeds и телеканале MUTV (клубный телеканал «Манчестер Юнайтед»).

## Тренерская статистика
| Команда          | Страна | Начало работы  | Завершение работы | Показатели | Показатели | Показатели | Показатели | Показатели |
| Команда          | Страна | Начало работы  | Завершение работы | И          | В          | П          | Н          | % побед    |
| ---------------- | ------ | -------------- | ----------------- | ---------- | ---------- | ---------- | ---------- | ---------- |
| Олдем Атлетик    | Англия | 7 мая 1998     | 31 октября 2001   | 179        | 59         | 75         | 45         | 32,96      |
| Барнсли          | Англия | 4 марта 2005   | 21 ноября 2006    | 88         | 29         | 28         | 31         | 32,95      |
| Хаддерсфилд Таун | Англия | 11 апреля 2007 | 1 апреля 2008     | 51         | 22         | 24         | 5          | 43,14      |

## Тренерские достижения
Барнсли
- Победитель плей-офф Футбольной лиги 1: 2005/06